# Anarchisme au Nigeria
L'anarchisme au Nigeria trouve ses racines dans l'organisation de diverses sociétés apatrides qui habitaient le Nigeria pré-colonial, particulièrement chez les Igbo. Après la colonisation britannique du Nigeria, le syndicalisme révolutionnaire est devenu un élément clé dans la résistance anti-coloniale, bien que le mouvement syndical se soit déraciné et a adopté une approche plus réformiste après l'indépendance du pays. Le mouvement anarchiste nigérien contemporain est enfin sorti de l'opposition de gauche à la dictature militaire à la fin des années 1980 et a vu la création de la Awareness League (AL).

## Histoire

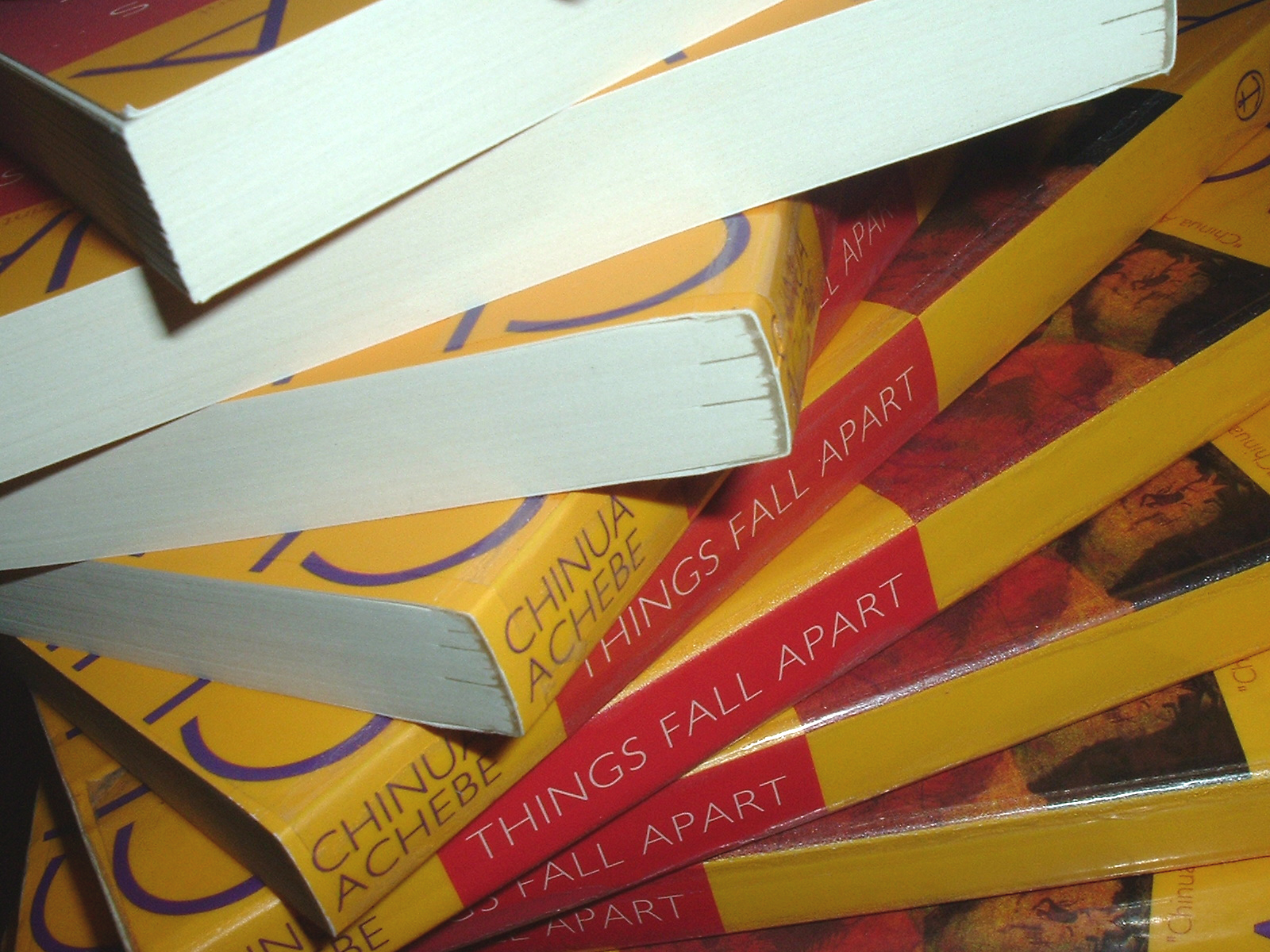
Things Fall Apart de Chinua Achebe dépeint la société Igbo pré-coloniale et comment elle a changé avec l'arrivée de la domination coloniale britannique.

À l'exception du nord, largement dominé par le califat de Sokoto, de nombreux peuples du Nigeria pré-colonial vivaient dans des sociétés apatrides. Selon l'anarchiste nigérian Sam Mbah, ces peuples sans État comprenaient les Igbo, les Birom, les Angas, les Idoma, les Ekoi, les Ibibio, les Ijaw, les Urhobo, et les Tiv. Une attention spéciale a été accordée à l'Igbo, dont l'organisation politique était basée sur un système de gouvernement républicain quasi démocratique. Dans des communautés très unies, ce système assurait l'égalité des citoyens, contrairement au système féodal dans lequel un roi régnait sur ses sujets. À l'exception de quelques villes Igbo notables comme Onitsha, dont les rois s'appelaient Obi, et des lieux comme le royaume de Nri et Arochukwu, dont les rois étaient des prêtres, les communautés Igbo et les gouvernements régionaux étaient dirigés uniquement par une assemblée consultative républicaine composée de gens du peuple. Les communautés étaient généralement gouvernées et administrées par un conseil d'anciens.
En raison de l'incompatibilité entre le style de gouvernement décentralisé des Igbo et le système centralisé, y compris la nomination des chefs de mandat nécessaire à l'administration indirecte, le régime colonial britannique a été marqué par des conflits ouverts et de nombreuses tensions. Sous le régime colonial britannique, la diversité au sein de chacun des principaux groupes ethniques du Nigeria a lentement diminué et les distinctions entre les Igbo et les autres grands groupes ethniques, tels que les Haoussas et les Yorubas, sont devenues plus nettes.

### Début de mouvement ouvrier nigérian

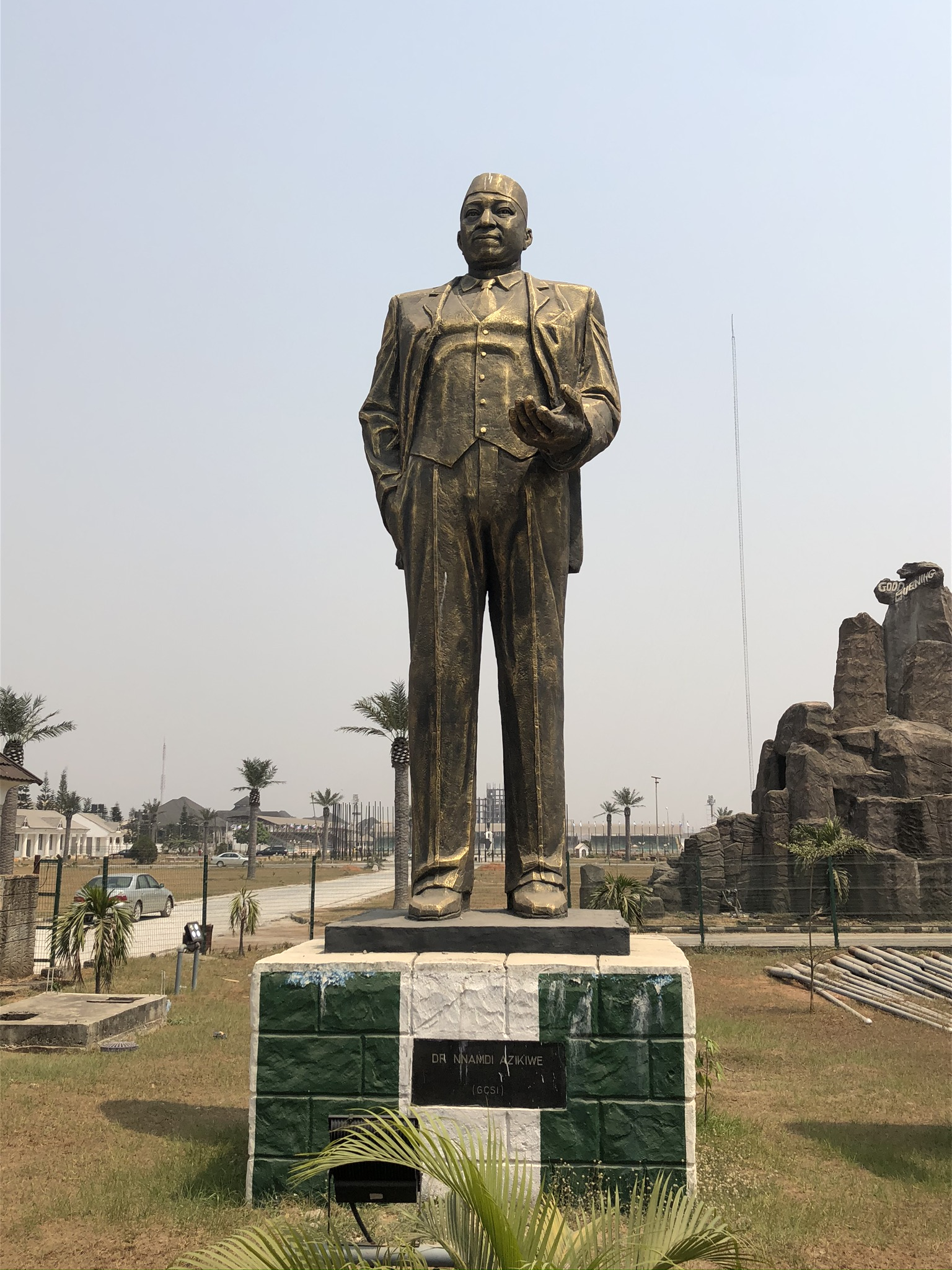
Nnamdi Azikiwe, l'un des premiers dirigeants anti-coloniaux et une source d'inspiration pour le mouvement ouvrier nigérian.

Le mouvement ouvrier nigérian a commencé à se constituer presque immédiatement après l'introduction du capitalisme britannique dans la région. Au début des années 1900, l'agitation a augmenté en réponse à l'imposition de contrats de travail, qui obligeaient à travailler sans aucune disposition sur les droits des travailleurs. Les travailleurs nigérians ont pris conscience des disparités raciales qui s'ouvraient dans le Nigeria colonial, les travailleurs européens gagnants plus que les Africains pour le même travail. Les conditions se sont aggravées pendant la Grande Dépression, alors que le gouvernement colonial imposait des impôts directs aux travailleurs nigérians et transformait les emplois permanents en travail journalier. Les rumeurs selon lesquelles les femmes Igbo étaient taxées ont déclenché la guerre des femmes à Aba, une révolte massive organisée et exécutée par des femmes,. Inspirés par les écrits anti-coloniaux de Nnamdi Azikiwe, les travailleurs nigérians se sont radicalisés tout au long des années 1930, visant à mettre fin à la domination coloniale britannique par le conflit de classe.
La montée du syndicalisme a été menée par le dirigeant syndical Michael Imoudu, qui a organisé le syndicat des cheminots en lançant les premières actions de grève du pays, qui ont abouti à la grève générale nigériane de 1945. Les grèves ultérieures n'ont fait que renforcer le mouvement ouvrier, qui a vu la montée de la conscience de classe et l'émergence d'idées anticapitalistes et anti-État, ainsi que l'utilisation de tactiques plus militantes telles que le sabotage. Les syndicats ont commencé à servir de contrepoids aux monopoles commerciaux détenus par des sociétés multinationales telles qu'Unilever et ont même plaidé en faveur de la socialisation de l'économie nigériane. Les dirigeants syndicaux ont finalement commencé à établir des alliances formelles avec des partis politiques nationalistes, le Conseil national du Nigéria et du Cameroun étant même décrit par Michael Crowder comme une « confédération de syndicats ». Bien que le mouvement ouvrier ait largement contribué à l'indépendance du Nigéria, le système capitaliste est resté en place après l'indépendance. Avec l'accession à l'indépendance du pays, le mouvement ouvrier nigérian a largement perdu ses tendances syndicalistes révolutionnaires, de nombreux syndicats adoptant des lignes réformistes et collaborationnistes de classe.

### Indépendance et régime militaire

La République du Biafra, une région séparatiste du sud-est et sujet de la guerre du Biafra.

En 1960, la Fédération du Nigéria est devenue indépendante de l'Empire britannique, évoluant plus tard dans la Première République nigériane sous le gouvernement parlementaire d'Abubakar Tafawa Balewa. Au cours de cette période, des factions de gauche au sein des gouvernements régionaux de l'ouest et de l'est ont établi un programme de colonies agricoles, basé sur le système des kibboutz, avec l'intention de recréer le mode de vie communautaire pré-colonial. Ces colonies autogérées étaient composées d'agriculteurs et de leurs familles vivant dans des collectifs, où les moyens de production étaient détenus en commun et les produits récoltés étaient répartis également entre les habitants, tandis que le surplus agricole était échangé par des coopératives. Cependant, les principes égalitaires du programme ont finalement été érodés, après le renversement de la Première République lors d'un coup d'État, qui a institué la première junte militaire nigériane sous le Conseil militaire suprême, dirigé par Yakubu Gowon. Le coup d'État a été suivi d'un contre-coup d'état et d'un pogrom anti-Igbo, au cours desquels des milliers d'Igbo auraient été tués, avec 1 million d'Igbos supplémentaires fuyant la région du nord vers la région de l'est.
Après que la junte militaire a renié l'accord d'Aburi, qui avait promis de décentraliser le pouvoir au Nigeria, le chef militaire Igbo Odumegwu Emeka Ojukwu a déclaré unilatéralement l'indépendance du Biafra. En raison d'Ojukwu exécutant les instructions d'une Assemblée consultative et de la construction volontaire des Forces armées du Biafra, Stephen P. Halbrook l'a comparé au révolutionnaire anarchiste ukrainien Nestor Makhno, bien que cette caractérisation libertaire soit contestée. Finalement, la révolution du Biafra a été vaincue militairement et le Biafra a été réincorporé au Nigéria, sous un régime militaire centralisé.
Après l'élection de Shehu Shagari à la présidence du Nigéria, le Conseil militaire suprême a remis le pouvoir à un nouveau gouvernement civil, mettant fin à plus d'une décennie de régime militaire et établissant la deuxième République nigériane. Cependant, le nouveau gouvernement a été assailli par la corruption politique, et a introduit les premières mesures d'austérité de l'histoire du pays en 1981. Cette république a été de courte durée et a été renversée par un autre Conseil militaire suprême lors du coup d'état nigérian de 1983, dirigé par Muhammadu Buhari. Cette deuxième junte militaire a également été de courte durée, puisqu'elle a elle-même été renversée par le Conseil de gouvernement des forces armées lors du coup d'état nigérian de 1985, dirigé par Ibrahim Babangida, qui a repris la mise en œuvre des politiques d'austérité dans le cadre d'un programme d'ajustement structurel du FMI.

### Mouvement anarchiste nigérian contemporain

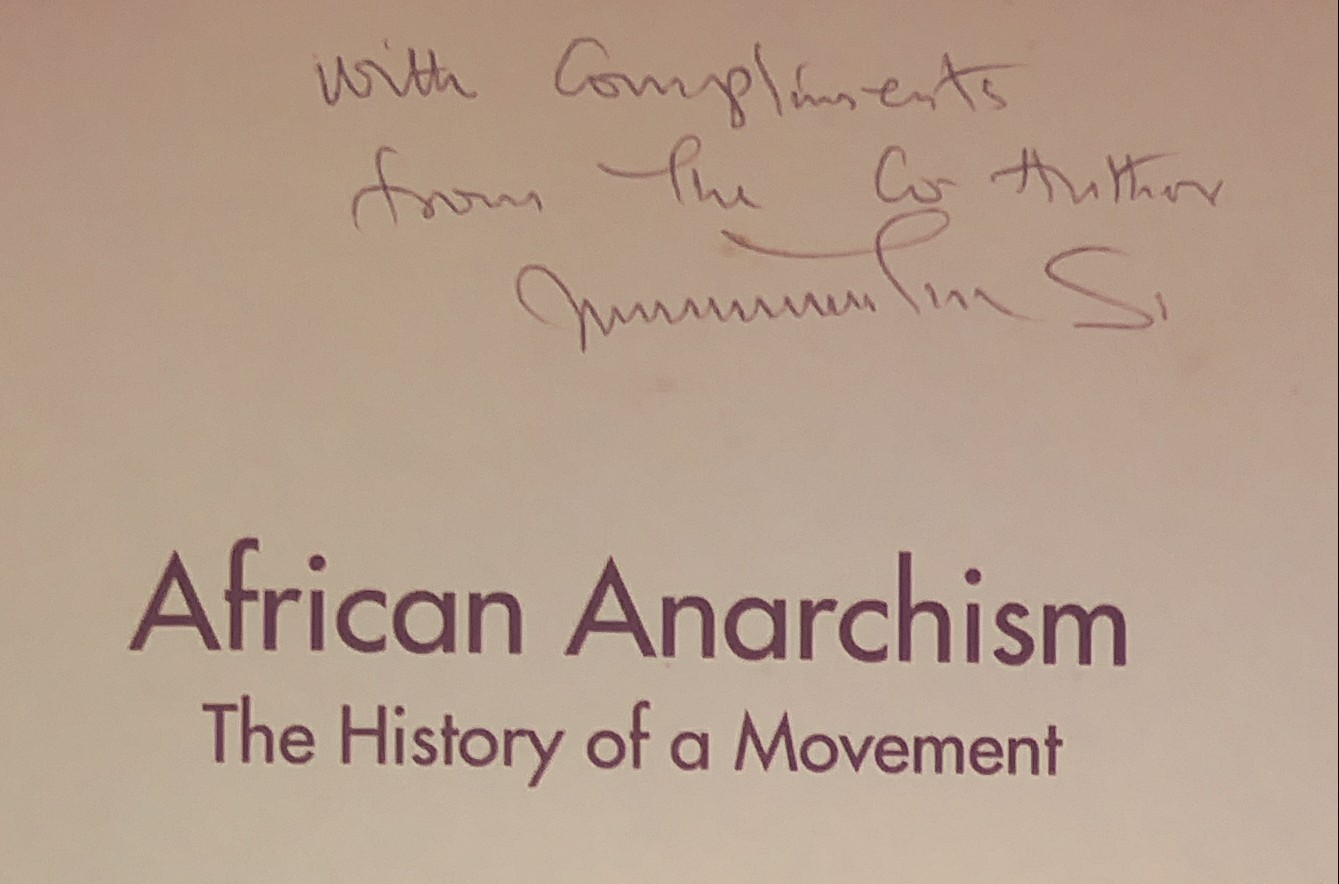
Exemplaire de African Anarchism inscrit par Sam Mbah : With Compliments from the Co-Author (avec les compliments de l'auteur).

Pendant cette période de régime militaire, l'opposition de gauche à la junte militaire a commencé à s'engager dans un débat sur l'avenir du Nigeria. Les travailleurs du Nigeria Labour Congress (NLC) ont publié un manifeste, qui proposait le socialisme comme une option viable pour l'avenir de la vie économique et politique au Nigeria, appelant au contrôle ouvrier des moyens de production. L'anarchisme a également émergé de ces débats, avec la création d'une coalition de gauche appelée The Axe à l'Université d'Ibadan en 1983. L'Axe a développé des tendances anarchistes et a publié un certain nombre de périodiques, mais le groupe a finalement été dissous lors de la crise vécue par la gauche nigériane à la fin des années 1980. Pendant ce temps, la Awareness League (AL) a été créée en tant que groupe d'étude à l'Université du Nigéria, réunissant une large coalition de marxistes, de trotskystes, de militants des droits de l'homme et de gauchistes. Au cours de leurs études, l'AL s'est particulièrement intéressé à A Look at Leninism de Ron Tabor, une répudiation du marxisme-léninisme et du socialisme d'État. Avec l'avènement des Révolutions de 1989, de nombreux militants nigérians de gauche ont commencé à réexaminer leurs engagements envers le marxisme, conduisant la Awareness League à embrasser officiellement la politique anarchiste en 1990. L'AL est ainsi passée d'une petite groupe d'étude en une organisation anarchiste à grande échelle, avec environ 1 000 membres répartis dans chaque État du sud, ainsi que dans trois États du nord, et finalement admis en tant que section nigériane de l'IWA-AIT.
Lors de l'élection présidentielle nigériane de 1993, la Awareness League faisait partie des groupes progressistes qui soutenaient le candidat social-démocrate Moshood Abiola, estimant que « l'installation d'un gouvernement de centre-gauche était une condition minimale pour la propagation et la poursuite de l'anarcho-syndicalisme, la lutte et les idéaux. » Malgré la victoire d'Abiola sur le candidat pro-militaire Bashir Tofa,, les résultats ont été annulés par Ibrahim Babangida,, provoquant des protestations généralisées et des troubles politiques qui ont finalement conduit à la démission de Babangida, avec un gouvernement intérimaire s'établit à sa place. La Troisième République nigériane naissante a elle-même été renversée par Sani Abacha lors d'un coup d'État, rétablissant le régime militaire sur le Nigéria. L'AL a réaffirmé son rejet du régime militaire et a repris sa collaboration avec d'autres organisations de gauche afin de résister au nouveau gouvernement.
La lutte contre la dictature a atteint son apogée en 1994, lorsque les travailleurs du pétrole ont appelé à une grève pour exiger la fin de la dictature militaire. La Awareness League et d'autres syndicats se sont joints à la grève, ce qui a paralysé la vie économique autour de Lagos et du sud-ouest. Après avoir annulé une menace de grève en juillet, le NLC a reconsidéré une grève générale en août après que le gouvernement eut imposé des conditions à la libération d'Abiola. Le 17 août 1994, le gouvernement a limogé la direction du NLC et des syndicats du pétrole, a placé les syndicats sous des administrateurs nommés et a arrêté Frank Kokori et d'autres dirigeants syndicaux. Selon Sam Mbah, « jamais depuis la guerre civile des années 1960 l'État nigérian n'avait été aussi proche de la désintégration. »
Avec la mort de Sani Abacha en 1998, son successeur a entamé une transition vers un régime démocratique, établissant la quatrième République nigériane. Dans le sillage de la démocratisation, de nombreux groupes communautaires et organisations de gauche se sont retrouvés sans l'ennemi commun du régime militaire, ce qui a conduit certains à commencer à se fragmenter. Au cours de cette période, Sam Mbah et Igariwey ont publié leur livre African Anarchism, qui compile une histoire du mouvement anarchiste en Afrique et s'inspire des pratiques traditionnelles anarchiques de nombreux peuples autochtones du Nigeria.
Lors des manifestations de la fin du SRAS de 2020, qui appelaient à l'abolition de la Brigade spéciale anti-vol, les manifestants ont incendié des postes de police, des bâtiments gouvernementaux et des banques, tout en libérant des prisonniers. Le président Muhammadu Buhari a réagi au mouvement en mettant en garde les jeunes Nigérians contre les anarchistes qui auraient tenté de détourner les manifestations et a déclaré que le gouvernement fédéral « ne tolérerait pas l'anarchie dans le pays. »